# Reformierte Kirche Reischen

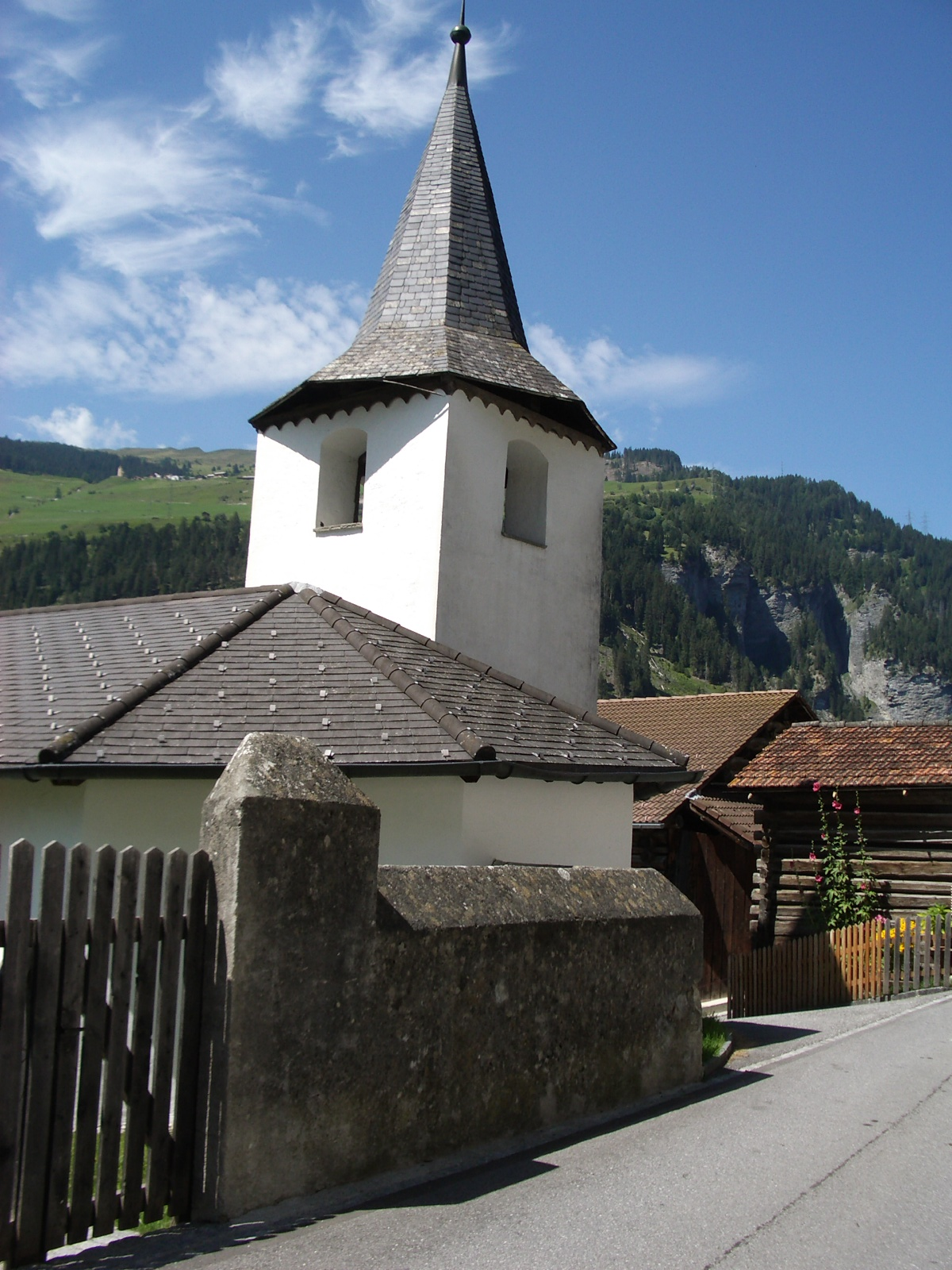
Reformierte Kirche in Reischen

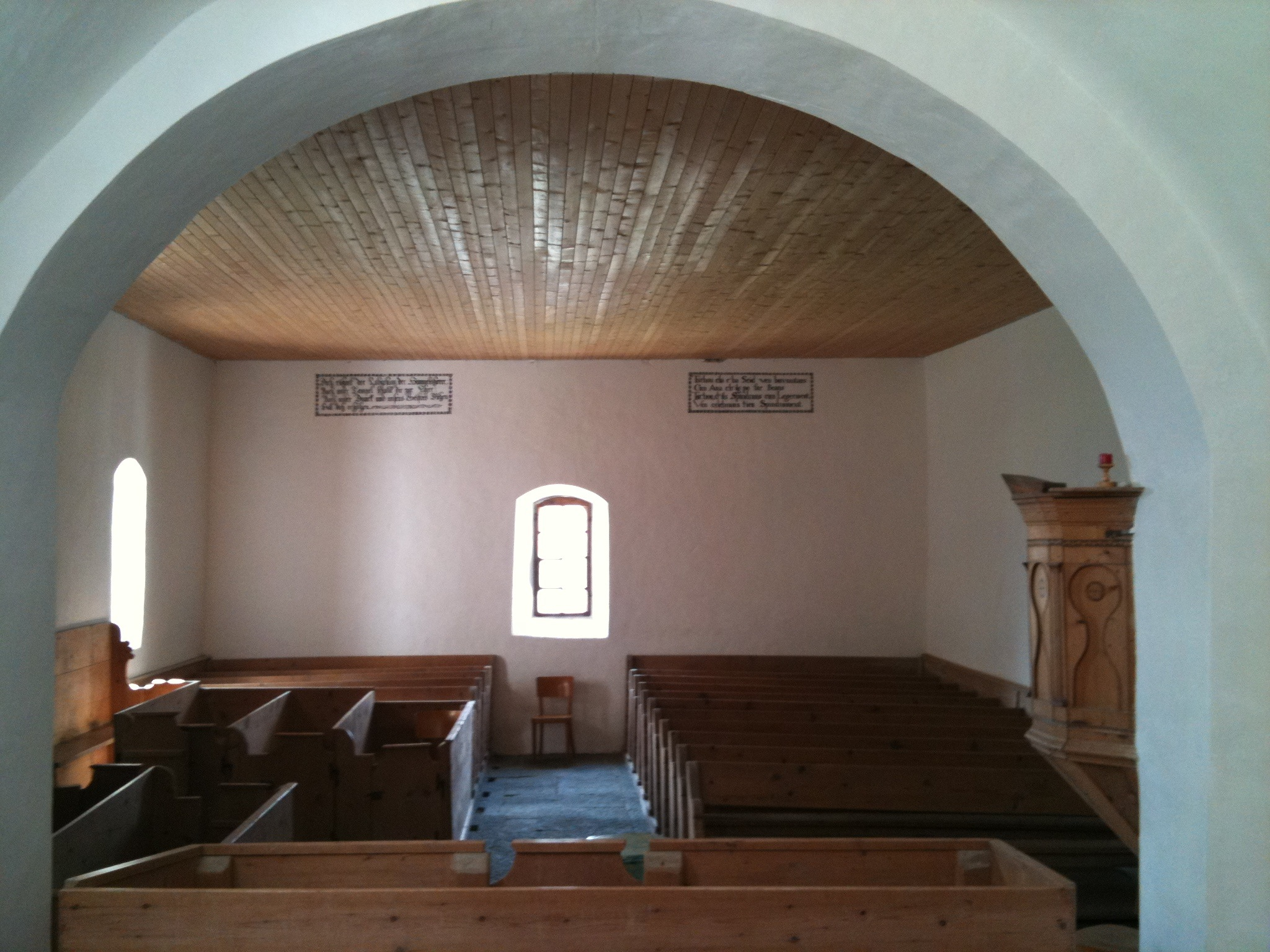
Blick aus dem Chor in das Schiff

Die reformierte Kirche in Reischen  im Schams ist ein evangelisch-reformiertes Gotteshaus unter dem Denkmalschutz des Kantons Graubünden.

## Geschichte und Ausstattung
Etwa 843 führt das Reichsgutsurbar eine ecclesia in Solonio auf, nördlich von Reischen gelegen. Reischen nahm die Reformation im Laufe der Jahre 1530 bis 1535 an. Die heutige Kirche stammt von 1709, während die Reischener bis dahin Kirchgenossen von St. Martin in Zillis waren.
Kirche und Turm präsentieren sich als gedrungener, kompakter Bau. Der Turm mit einstöckiger Glockenstube trägt einen am Sockel abgeflachten Spitzhelm, das Kirchenschiff ist von einem Walmdach bedeckt.
Der barockisierende Chor ist von einem rippenlosen Zellengewölbe überzogen. Linksseitig erhebt sich eine den Kirchenraum dominierende Kanzel ohne Schalldeckel. Zentral ist der dem Chor auffällig voranstehende, in der Form eines Doppeltrichters gearbeitete Taufstein, auf dem auch das Abendmahl gefeiert wird.

## Kirchliche Organisation
Die Evangelisch-reformierte Landeskirche Graubünden führt Reischen mit Zillis und den Dörfern des Schamserbergs als Teil der Kirchgemeinde Zillis/Schamserberg.

## Galerie

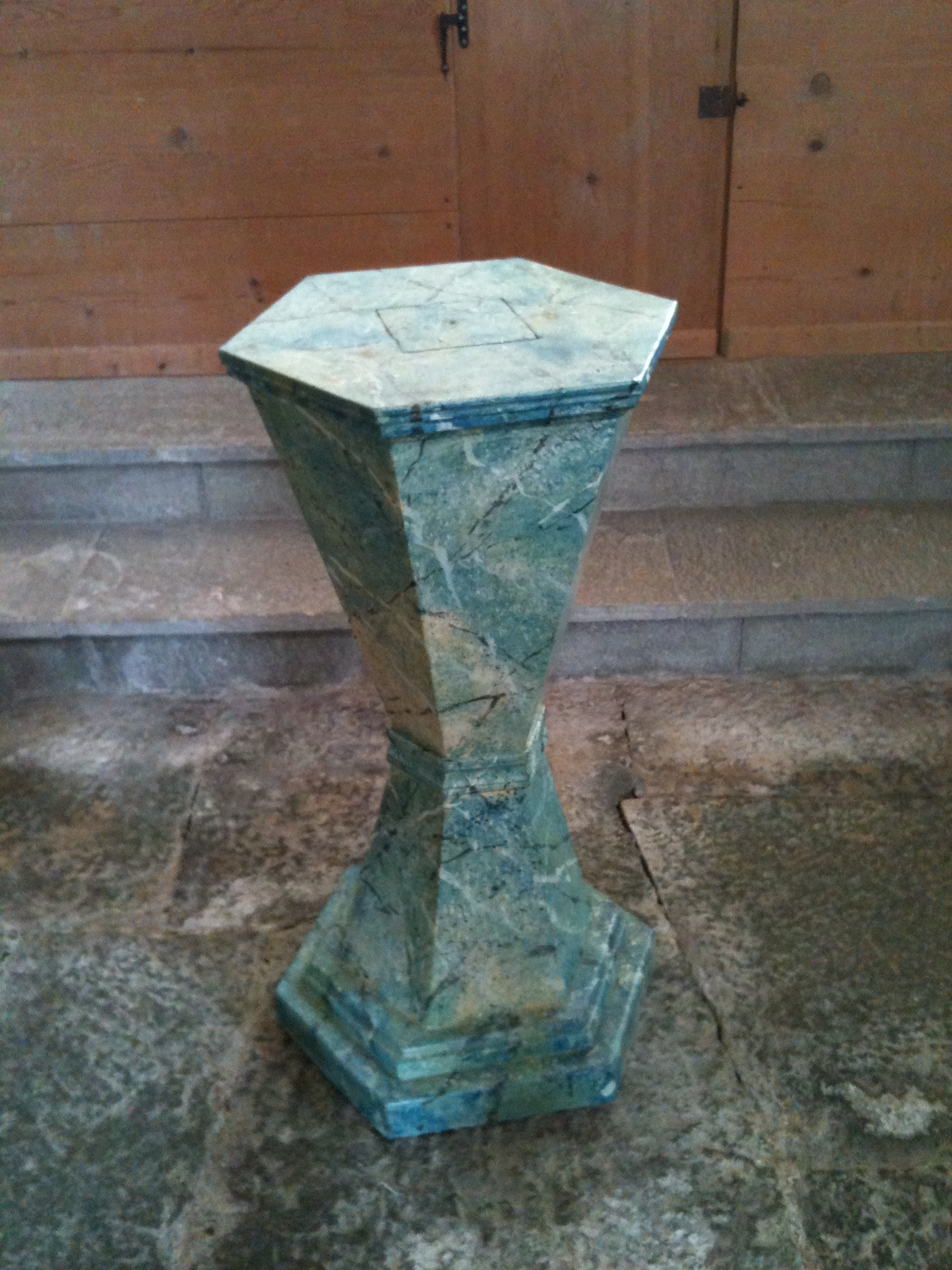
Taufstein in der Kirche Reischen
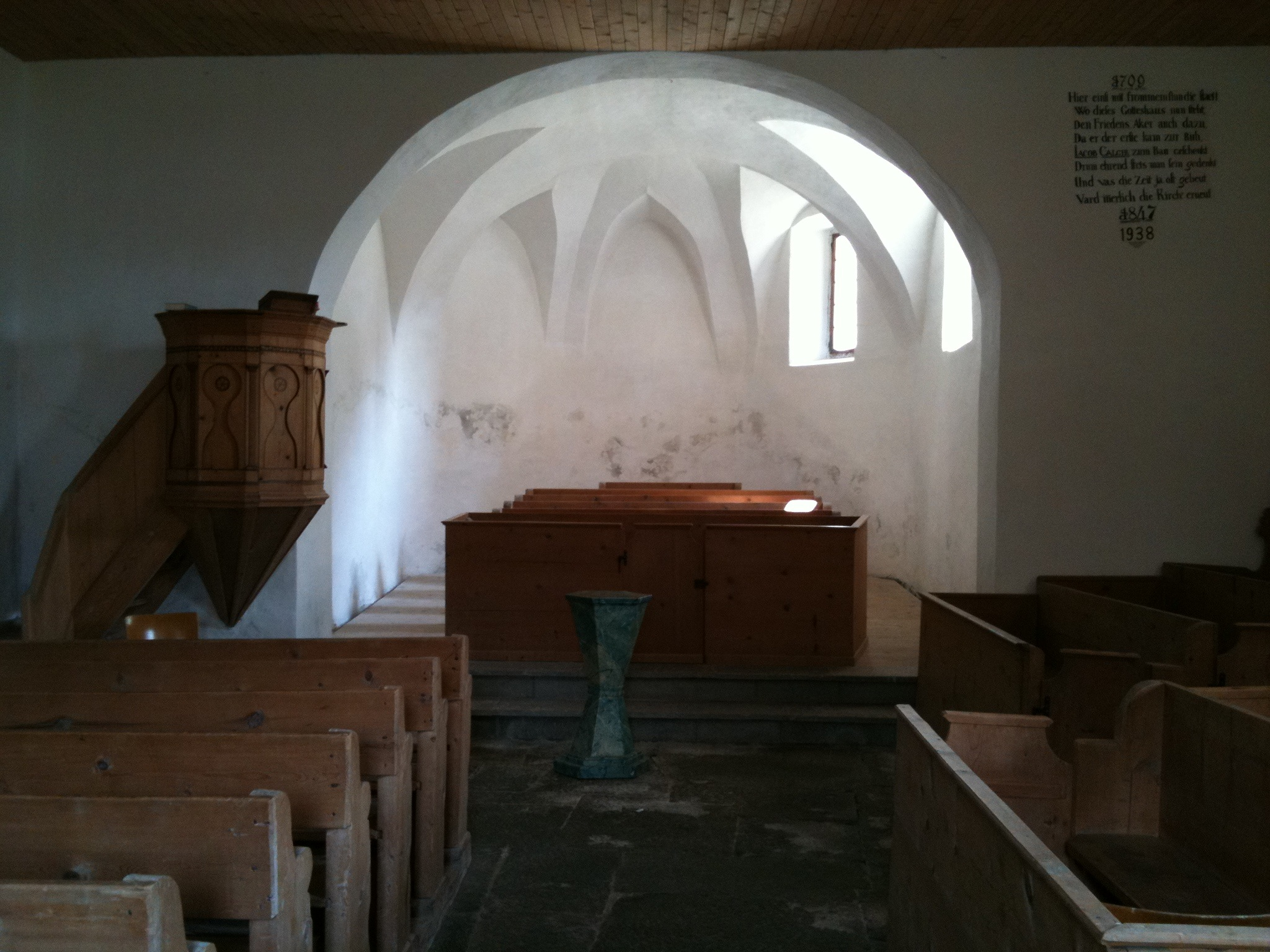
Blick in den Chor
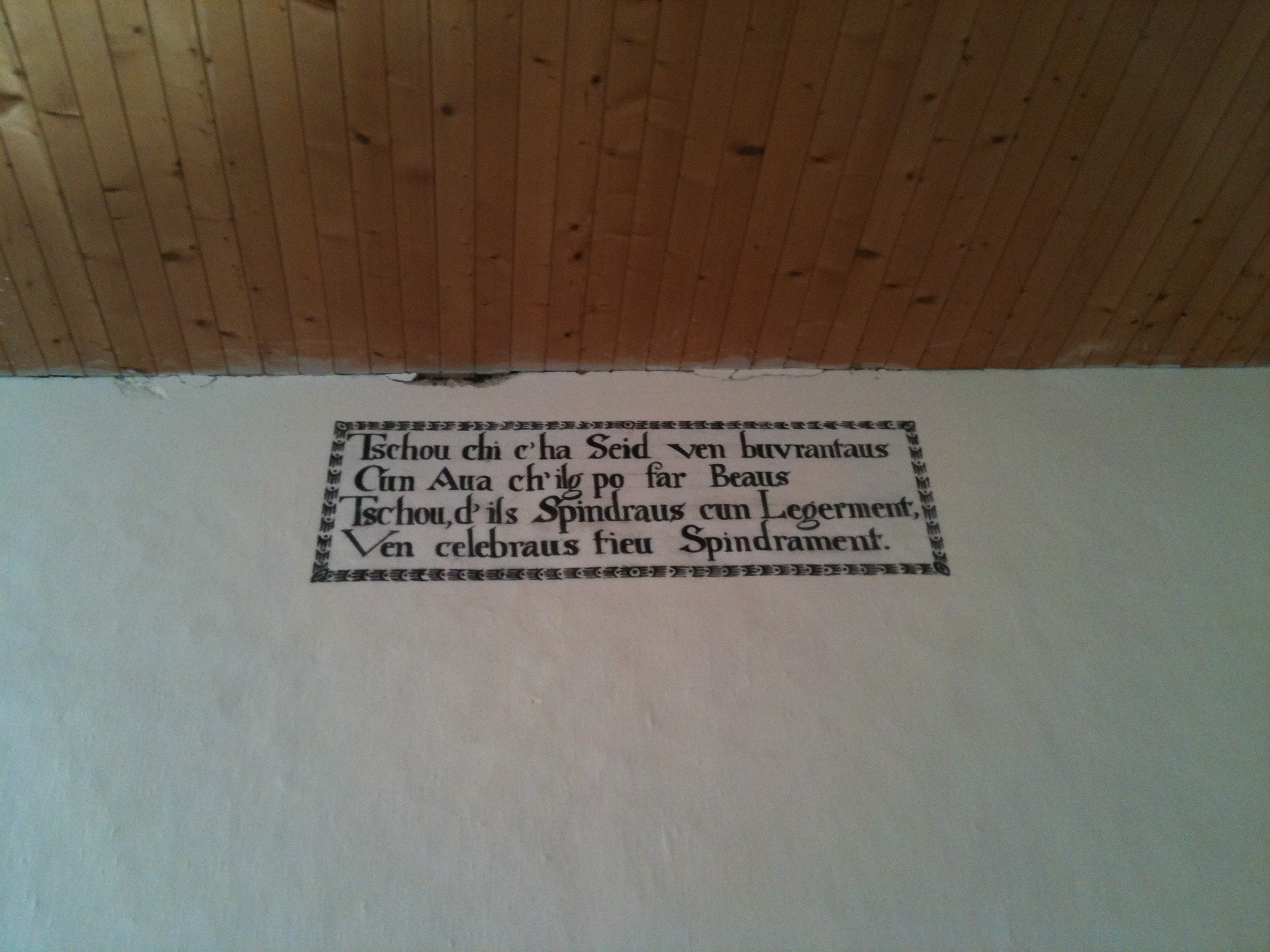
Wandspruch auf Sutsilvan
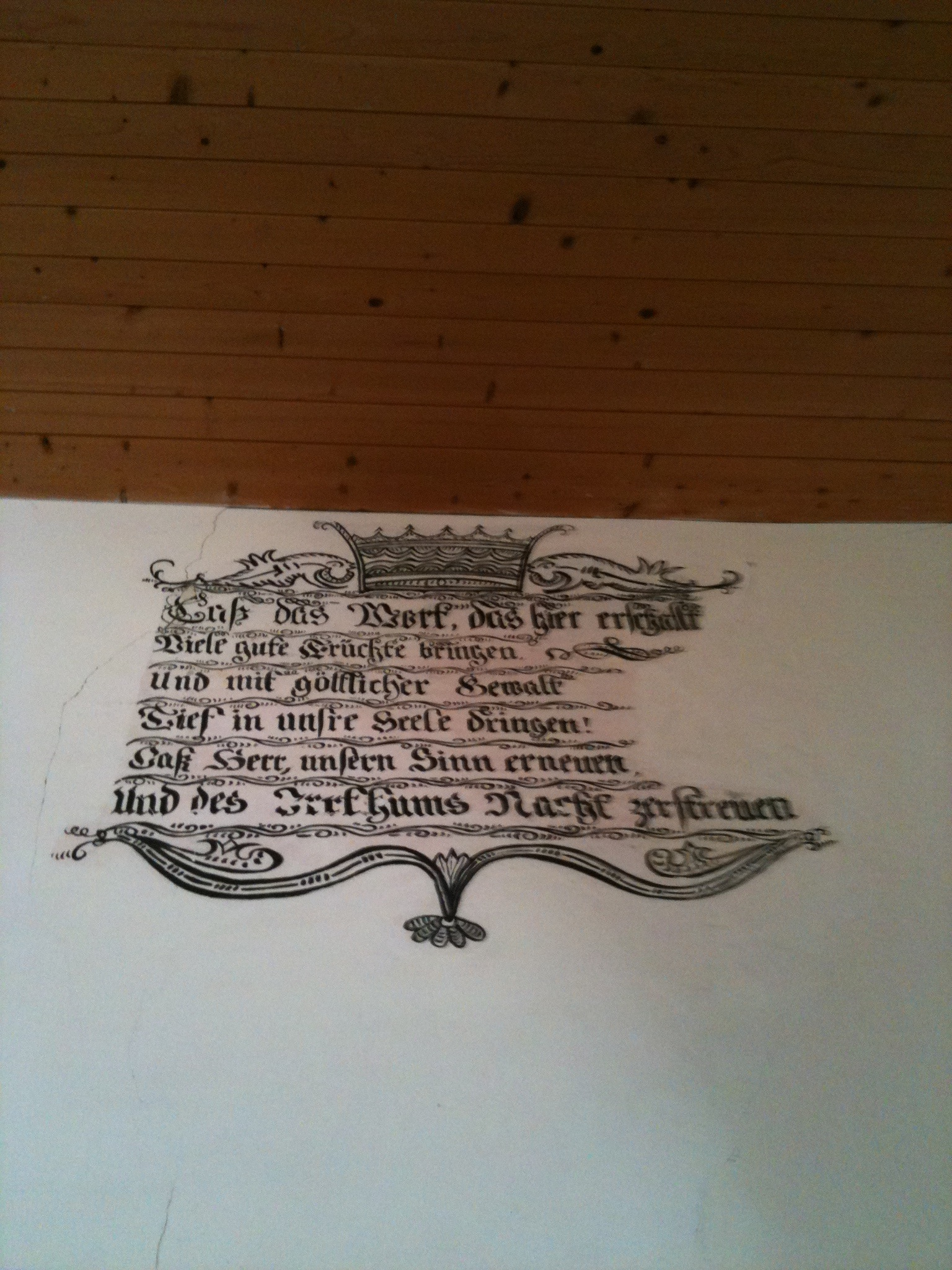
Wandspruch auf Deutsch über der Kanzel
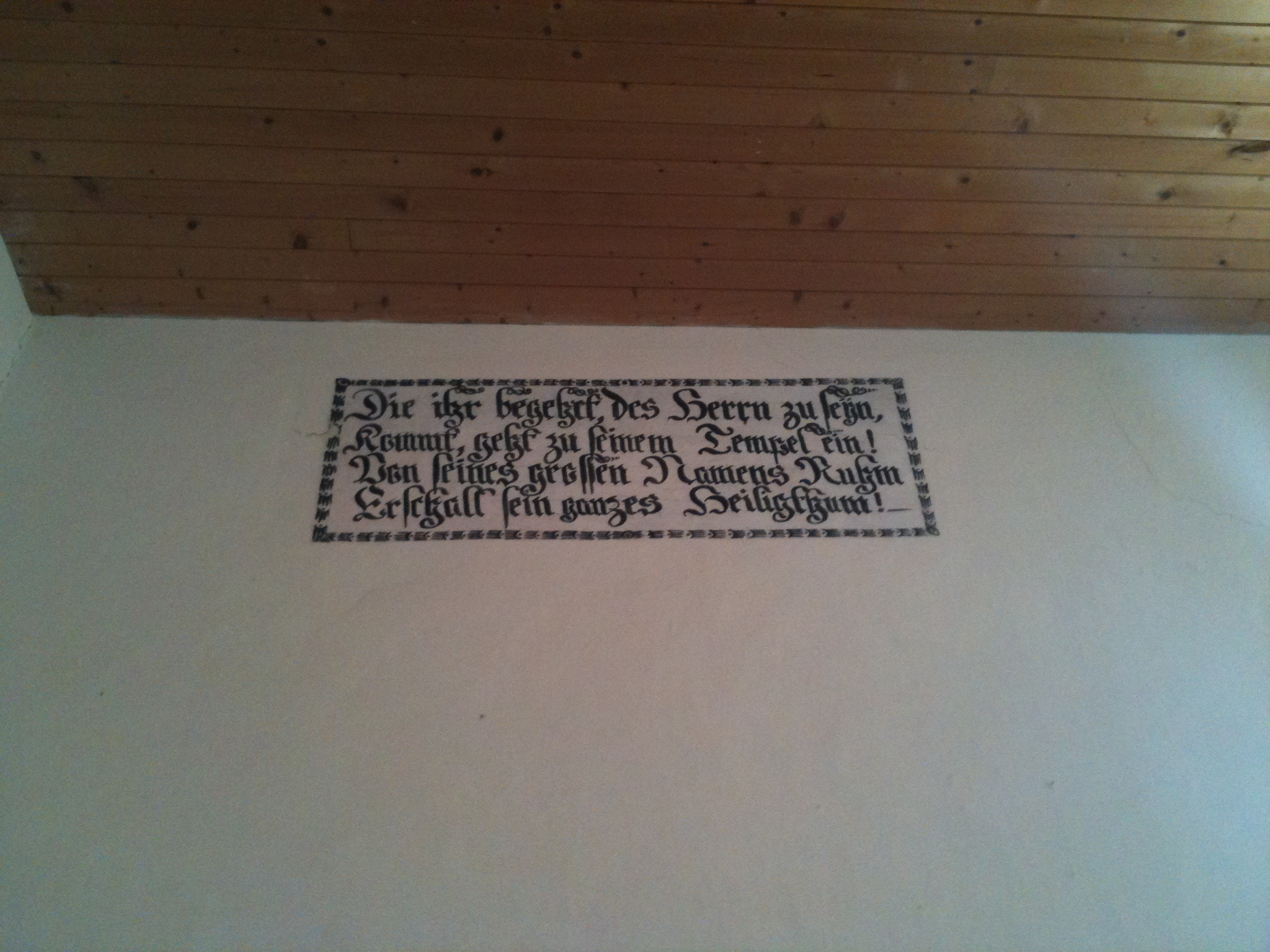
Wandspruch auf Deutsch